# Segelfluggelände Hengsen-Opherdicke

i7
i11
i13
Der Flugplatz Hengsen-Opherdicke ist ein Segelfluggelände in Holzwickede, Nordrhein-Westfalen. Der Betreiber des Platzes ist der Luftsportverein Unna-Schwerte e. V.

## Gelände
Das Gelände liegt im südlichen Teil von Holzwickede auf dem Standortübungsplatz Hengsen-Opherdicke. Direkt südlich des Platzes fließt die Ruhr entlang. Der Flugplatz liegt auf einer Höhe von 125 Metern über MSL und grenzt nördlich direkt an die Kontrollzone des  Flughafens Dortmund.
Das Segelfluggelände ist mit folgenden Start- und Landebahnen aus Gras ausgestattet:
| Bezeichnung | Abmessungen (m) | Zweck                                                  |
| ----------- | --------------- | ------------------------------------------------------ |
| 07/25       | 500 × 30        | Start- und Landebahn für motorgetriebene Luftfahrzeuge |
| 26          | 355 × 30        | Startbahn („West“) für Flugzeugschlepps                |
| 07/25       | 500 × 30        | Landebahn für Segelflugzeuge                           |

Es ist für folgende Arten von Luftfahrzeugen zugelassen:
- Segelflugzeuge;
- Motorsegler;
- Motorflugzeuge bis zu einem höchstzulässigen Abfluggewicht (MTOM) von 1500 kg, soweit diese bestimmungsgemäß zum Schleppen von Segelflugzeugen oder Motorseglern Verwendung finden;
- Luftsportgeräte.

Der Start von Segelflugzeugen erfolgt per Windenstart oder Flugzeugschlepp. Das Segelfluggelände dient der Nutzung durch Vereinsmitglieder des Luftsportvereins Unna-Schwerte e. V. Andere Flüge bedürfen der vorherigen Zustimmung des Platzhalters (PPR).
Zur Infrastruktur des Platzes gehören zwei Flugzeughallen mit Aufenthaltsraum und Werkstatt sowie eine Fahrzeughalle und ein Parkplatz. Die Flugsaison für Segelflug läuft von April bis November, geflogen wird an Samstagen, Sonntagen und Feiertagen. UL-Betrieb findet das ganze Jahr über statt.